# 万事皆晓
《万事皆晓》（英語：All Things Considered，縮寫 ATC），是美国全国公共广播电台（NPR）的新闻节目，于1971年5月3日由 NPR 所属电台现场直播，并通过包括 NPR 柏林站在内的几个不同的电台实况转播。 在2002年和2005年，《万事皆晓》是美国收视率最高的公共广播节目。
这个节目结合了新闻、分析、评论、采访，节目的长度和风格各不相同。周末版在周六和周日播出。

## 背景资料
《万事皆晓》的節目结合新闻、分析、评论、访谈和特別節目，每天从下午4点到下午6点直播。广播约105分钟，当地节目在两个小时之內播放。2005年，美国广播公司在560多个广播电台播放节目，每天接触到大约1,200万听众，成为美国收听最多的广播节目。2010年9月，它的收听用戶平均每小时有180万人。 ATC 由 Audie Cornish、Ari Shapiro 和 Mary Louise Kelly 共同主持，並定期轮流。
1971年5月3日，主持人罗伯特·康利向大约90个广播电台播放了第一次广播。在第一个星期，这些电台不允许播放「直播」节目，但可以录制以便以后播出。第一个故事是关于华盛顿的游行以及在那里发生的反越战抗议活动。 美国国家公共电台选择在下午的通勤时段而不是早上播放新闻节目，因为当时的许多附属機構直到近中午或者更晚才会開始廣播。 直到1979年，大多数附属机构才将播出时间延伸到早上6点或更早，NPR 才廣播早报。
《周末万事皆晓》（WATC）是一个一小时的节目，1977年首播，主持人是罗伯特·康利，并在周六和周日下午5点播出。米歇尔·马丁现在主持这个节目。前主持人还包括蓋·拉茲（Guy Raz）。拉兹离开后成为了TED广播时间的主持人。2013年2月13日，美国国家公共广播电台宣布，它将把 WATC 的制作搬迁到 NPR 西部，于2015年又搬回到华盛顿特区。
《万事皆晓》被排除在美国国家公共广播电台与 Sirius卫星收音机的协议之外，以免与当地播出节目的电视台竞争。
《万事皆晓》为了和国家公共电台其他节目（截至2010年：《早报》、《周末版》、《全国对话》和《告诉我更多》）在文化报道方面互相协调，它在2005年左右建立了一个「预定名单」系统，根据这个系统，第一个宣布对某一特定客人感兴趣的节目可以「保留」那个人。

## 奖项
該節目獲得的主要奖项包括俄亥俄州立大奖、皮博迪奖、海外新闻俱乐部奖、杜邦奖、美国女广播电视奖及罗伯特·弗朗西斯·甘迺迪獎。1993年，该节目被纳入全国广播名人堂，这是第一个获得这项荣誉的公共广播节目。
2017年，国会图书馆选择了第一期广播节目（1971年）保存在国家档案登记处。其录音被认为是「文化、历史或艺术上的重要收藏品」

## 国际广播
澳大利亚的 ABC 新闻广播电台在澳大利亚东部标准时间12:00至13:00之间每天连续播放一小时的节目。部分节目會被縮编，以便插播一些本地新闻。
德国的NPR柏林在当地的某些时段也會选播一些从美国來的现场直播。

## 主持人

### 工作日
- Robert Conley (reporter) (1971)
- Mike Waters (reporter) (1971–1974)[11]
- Susan Stamberg (1972–1987)
- Bob Edwards (1974–1979)
- Sanford J. Ungar|Sandy Ungar (1979–1982)
- Noah Adams (1982–87, 1989–2003)
- Renée Montagne (1987–1989)
- Robert Siegel (1987–2018)[12]
- Linda Wertheimer (1989–2002)
- Michele Norris (2002–2011)
- Melissa Block (2003–2015)
- Audie Cornish (2012–present)
- Ari Shapiro (2015–present)
- Kelly McEvers (2015–2018)
- Mary Louise Kelly (2018–present)
- Ailsa Chang (2018–present)

### 周末
- Robert Conley (reporter) (1977)
- Joe Frank (1978–1979)
- Noah Adams (1979–1982)
- Liane Hansen (1982–1984)
- Lynn Neary (1984–1992)
- Emil Guillermo (1989–1991)[13]
- Daniel Zwerdling (1993–99)[14]
- Lisa Simeone (2000–2002)
- Steve Inskeep (2002–2004)
- Deborah Elliott (2005–2007)
- Andrea Seabrook (2007–2009)
- Guy Raz (2009–2012)[15]
- Arun Rath (2013–2015)[16]
- Michel Martin (2015–present)

## 评论员
- 乔·比维拉卡（2006年纽约艺术节获奖）
- 大卫·巴比尔
- Cheuse (-2015)
- 安德烈·科德雷斯库
- 格罗夫纳 Vertamae
- 凯文·克林
- John McIlwraith (1990-2001)
- 鲍勃·蒙德洛
- 丹尼尔·平克沃特
- 雷诺兹·普莱斯
- 拉尔夫·舍恩斯坦
- 丹尼尔·施罗尔(1985-2010)
- 贝利·怀特

## 特色系列
美国国家公共广播电台不时制作和分发短片。在节目中曾播出的系列节目包括：
- 《所有科技考虑》
- 《美国变化的面貌》
- 《角色》
- 《失落与发现的声音》
- 《NPR 100》(美国20世纪100部重要音乐作品背后的故事)
- 《监狱日记》
- 《青少年日记》
- 《这我相信》
- 《三书》
- 《三分钟小说》
- 《依地语电台计划》
- 《你一定要看看这个》

## 外链
- Magee, Sara. . Journal of Radio & Audio Media. 2013, 20 (2): 236–250. doi:10.1080/19376529.2013.823970.无线电和音频媒体杂志。 20(2) : 236-250. 1080 / 19376529.2013.823970.